# Muntanyes de Măcin

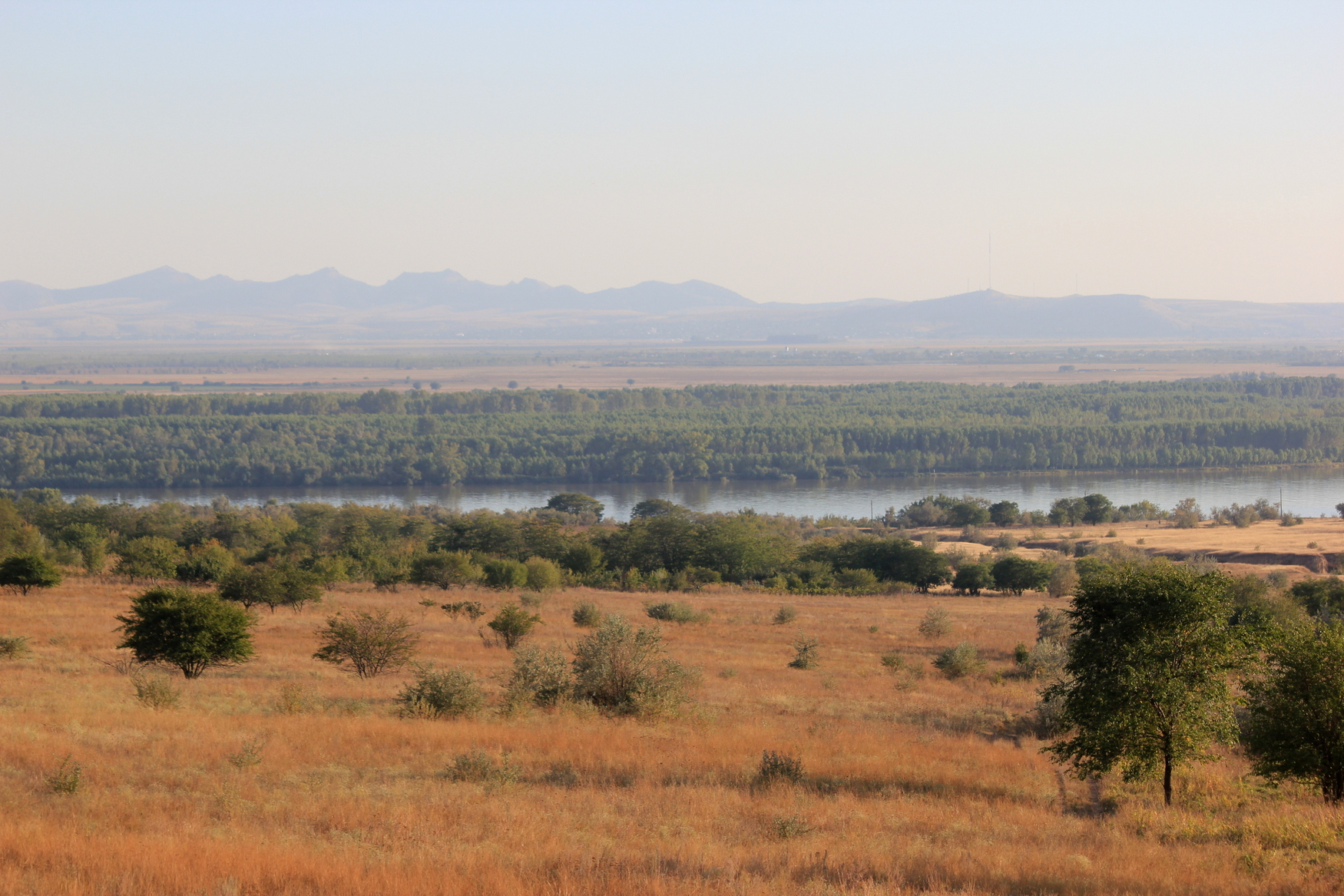
El Danubi i les muntanyes de Măcin al fons

Les muntanyes Măcin (en romanès: Munții Măcin) és una serralada del comtat de Tulcea, Romania. Part del massís de Dobruja del Nord, es troben entre el riu Danubi al nord i l'oest, el riu Taița i Culmea Niculițelului a l'est i l'altiplà de Casimcea al sud. Vist des del Danubi, només semblen turons baixos. No obstant això, són una regió muntanyosa.
Les muntanyes Măcin són una de les més antigues de Romania, formant-se a la segona part del Paleozoic, al Carbonífer i al Pèrmià, durant l'orogènia herciniana. La roca predominant és el granit. L'erosió provocada per la diferència de temperatura ha creat forts pendents, amb aspecte de ruïnes.
Es divideixen en Culmea Măcinului (la part sud) i Culmea Pricopanului (la part nord). El cim més alt és el Țuțuiatu (també anomenat Greci), que té una alçada de 467 metres. Altres cims importants són el turó Priopcea (410 m) i el Muntele lui Iacob (muntanya de Iacob – 341 m).

## Vegetació i avifauna
A més dels boscos balcànics i submediterranis, les muntanyes de Măcin també tenen una extensió considerable d'estepa, cosa que la converteix en un lloc encantador per a les aus. La zona és un punt de descans de diverses espècies d'aus migratòries, especialment rapinyaires, que hi arriben a la tardor.
La regió és la llar d'espècies com ara la tórtora europea, l'oreneta de gropa vermella, el blat comú i isabel·lí, l'ortolà i diversos altres. Les muntanyes de Măcin són també els terrenys de caça del broncodilla de potes llargues (Buteo rufinus), un dels més grans d'Europa. Comparteix les muntanyes amb altres rapinyaires com l'àguila petita, l'àguila boteta, l'esparver del Llevant i el falcó sacre.